# Cerebratulus superniger
Cerebratulus superniger är en djurart som tillhör fylumet slemmaskar, och som beskrevs av Jirô Iwata 1957. Cerebratulus superniger ingår i släktet fläsknemertiner, och familjen Cerebratulidae. Inga underarter finns listade i Catalogue of Life.